# Giovanni Mocenigo
Giovanni Mocenigo, död 1485, var en venetiansk doge. Han var regerande doge av Venedig 1478–1485.